# Угорський форинт
Угорський форинт (угор. Magyar forint; символ: Ft; код: HUF) — офіційна валюта Угорщини. Поділяється на 100 філлерів, хоча монети останніх вийшли з обігу. Центральний банк — Угорський національний банк.
Важливим кроком у процесі післявоєнної стабілізації економіки було введення форинта 1 серпня 1946 року, який залишався стабільним до 1980-х років. Перехід до ринкової економіки на початку 1990-х років знецінив форинт, а темп інфляції у 1991 році досяг рівня 35 %. З 2001 року інфляція становить менше 10 %, а форинт оголошено вільно конвертованою валютою. Також форинт є єдиною валютою, що в свій час використовувалася соціалістичною державою Європи і все ще є в обігу. Оскільки Угорщина є членом ЄС, заміна форинта на євро є однією з основних цілей державного уряду.

## Історія

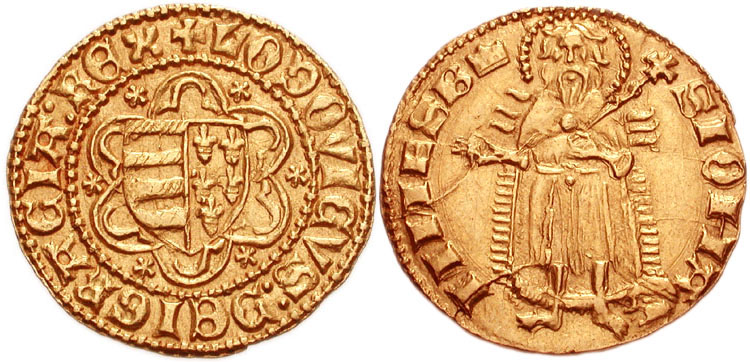
Форинт Людовіка I Угорського (1342—1382)

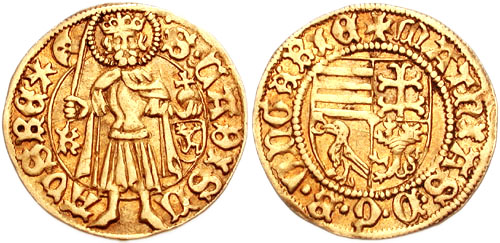
Форинт Матяша I (1458—1490)

Назва валюти походить від міста Флоренція, де з 1252 року карбувалися золоті монети, котрі називалися золотий флорин (італ. fiorino d’oro). В Угорщині флорентинус (пізніше форинт), що також базувався на золоті, використовувався як валюта з 1325 року при владі Карла I Роберта та в інших країнах за його прикладом.
У 1868—1892 роках назва форинт використовувалася в угорській мові як позначення валюти Австро-Угорської імперії, в німецькій же валюта була відома як австро-угорський гульден або австрійський флорин. Цей форинт поділявся на 100 крейцерів (угор. krajcár).
Знову форинт з'явився 1 серпня 1946 року, після гіперінфляції угорського пенге у 1945—1946 роках. Процес контролювався Угорською Комуністичною партією, члени якої посідали відповідні посади в міністерстві, а успіх форинта використовувався для досягнення політичних цілей, зокрема захоплення державної влади комуністами у 1948—1949 роках. Форинт прийшов на заміну пенге за курсом 1 форинт = 4×1029 пенге.
Історично форинт поділявся на 100 філлерів, але останні після поступової інфляції стали непотрібними і вийшли з обігу. Угорська абревіатура для форинта — Ft, що записується після числа з пробілом (наприклад, 15 Ft). Слово філлер (угор. fillér), що позначає меншу вартість для всіх угорських валют з 1925 року, походить від німецького heller. Абревіатура для нього — f, записується в аналогічній формі. Скорочення назви угорського форинта — Ft — вживається через пробіл після вказівки вартості. Скорочення назви філлера — F, написане після числа з пропуском, в даний час практично не вживається в зв'язку з вилученням філерів з обігу.
Після появи у 1946 році форинт залишався стабільним протягом років, але почав знецінюватися з втратою соціалістичною системою економіки своєї конкурентоспроможності в 1970-х та 1980-х роках. Після демократичних змін у 1989-90 роках щорічна інфляція форинта становила приблизно 35 % три роки поспіль, але серйозні ринкові реформи допомогли стабілізувати валюту. З 2000 року порівняно висока вартість форинта (особливо в порівнянні з падаючим курсом долара США та, певною мірою, з євро), стримує промисловість Угорщини, що чітко орієнтована на експорт, від іноземних конкурентів з менш цінними валютами.
В рамках інтеграції Угорщини в ЄС з власною валютою євро, форинт може зникнути найближчим часом, залежно від економічної ситуації. Ситуація така, що Угорщина може стати останньою з десятьох країн, приєднаних до ЄС 2004 року, яка перейде на євро, до якого курс форинта був прив'язаний до 26 лютого 2008 року.

## Монети
При введенні валюти в 1946 році були наявні монети номіналом 2, 10 та 20 філлерів та 1, 2, 5 форинтів. Срібна монета в 5 форинтів існувала до наступного року, потім була знята з виробництва. У 1948 році пущено в обіг монети в 5 та 50 філлерів, а у 1967-му відновлено 5-форинтову. Далі з'явилися монети в 10 (1971) та 20 форинтів (1982).
Нову серію монет було випущено 1992 року. До неї увійшли монети номіналом 1, 2, 5, 10, 20, 50, 100 та (дещо інша, з 50%-м вмістом срібла) 200 форинтів. В тому ж році припинився випуск монет в 2 та 5 філлерів, а до 1999 року всі філлери були вилучені з обігу. З 1996 року на заміну 100-форинтової монети була випущена нова, біметалічна. Причиною було те, що попередня вважалася завеликою та неприглядною, та її було легко сплутати з двадцяткою.
Срібні монети в 200 форинтів припинили випускатися в 1998 році, через те, що їх номінальна вартість стала занизькою в порівнянні з вартістю матеріалу, монети ж номіналом 1 та 2 форинти знаходилися в обігу до 29 лютого 2008. Загальна вартість покупки при розплаті готівкою округлюється до найближчого числа, кратного п'яти. 15 червня 2009 року замість відповідної банкноти з'явилася нова монета в 200 форинтів, виготовлена зі сплаву різних металів.

## Банкноти
У 1946 році почався випуск банкнот номіналом 10 та 100 форинтів Національним Банком Угорщини (угор. Magyar Nemzeti Bank). Нова серія якісніших банкнот (10, 20 та 100 форинтів) була введена в 1947-48 роках. У 1953-му додалися 50 форинтів, у 1970-му — 500, пізніше — 1000 (1983) та 5000 (1991).
У період між 1997 та 2001 роками з'явилася нова серія банкнот з переробленим дизайном вартістю 200, 500, 1000, 2000, 5000, 10 000 та 20 000 форинтів. На кожній з них зображено відомого угорського керівника чи політика з одного боку, а з іншого — місце чи подія, пов'язана з ним. Всі купюри містять водяний знак, вкладену вертикальну захисну стрічку та зручні для людей з поганим зором. Банкноти в 100 форинтів та більше захищені вплетеною голографічною захисною стрічкою. Купюри всіх номіналів мають розмір 154 × 70 мм.
Також було випущено пам'ятні банкноти: 1000 та 2000 форинтів до 2000-го року та 500 форинтів на честь 50-ї річниці революції 1956 року (у 2006 році).

### Серія 2014 року
Починаючи з 2014 року, Національний банк Угорщини випустив оновлену серію банкнот форинтів, які мають ту саму тематику, що й попередні випуски, але містять розширені функції безпеки. Перша банкнота цієї серії, 10 000 форинтів, була випущена в загальний обіг 2 вересня 2014 року, потім банкнота номіналом 20 000 форинтів 25 вересня 2015 року, банкноти номіналом 2 000 і 5 000 форинтів 1 березня 2017 року, банкнота номіналом 1 000 форинтів 1 березня 2018 року 
| Сучасний випуск | Сучасний випуск | Сучасний випуск | Сучасний випуск | Сучасний випуск     | Сучасний випуск       | Сучасний випуск                    | Сучасний випуск | Сучасний випуск | Сучасний випуск | Сучасний випуск |
| Зображення      | Зображення      | Номінал         | Розміри         | Основний колір      | Опис                  | Опис                               | Дата            | Дата            | Дата            | Дата            |
| --------------- | --------------- | --------------- | --------------- | ------------------- | --------------------- | ---------------------------------- | --------------- | --------------- | --------------- | --------------- |
| Аверс           | Реверс          | Номінал         | Розміри         | Основний колір      | Аверс                 | Реверс                             | першого друку   | випуску         | Зняття          |                 |
|                 |                 | 500 Ft          | 154 × 70 мм     | Коричневий          | Ференц II Ракоці      | Замок Шарошпатак                   | 2013            | 2018            | 2019            | 2019            |
|                 |                 | 500 Ft          | 154 × 70 мм     | червоний            | Ференц II Ракоці      | Замок Шарошпатак                   | 2018            | 2019            | струм           |                 |
|                 |                 | 1000 Ft         | 154 × 70 мм     | Синій               | Матвій Корвін         | Вишеград, фонтан Геркулеса у замку | 2005            | 2017            | 2018            | 2018            |
|                 |                 | 1000 Ft         | 154 × 70 мм     | Синій               | Матвій Корвін         | Вишеград, фонтан Геркулеса у замку | 2017            | 2018            | струм           |                 |
|                 |                 | 2000 Ft         | 154 × 70 мм     | Коричневий          | Габор Бетлен          | Габор Бетлен та його науковці      | 1998            | 2016            | 2017            | 2017            |
|                 |                 | 2000 Ft         | 154 × 70 мм     | Коричневий          | Габор Бетлен          | Габор Бетлен та його науковці      | 2016            | 2017            | струм           |                 |
|                 |                 | 5000 Ft         | 154 × 70 мм     | Бузковий та Зелений | Сечені Іштван         | Дьйор-Мошон-Шопрон                 | 1999            | 2016            | 2017            | 2017            |
|                 |                 | 5000 Ft         | 154 × 70 мм     | жовтий              | Сечені Іштван         | Дьйор-Мошон-Шопрон                 | 2016            | 2017            | струм           |                 |
|                 |                 | 10000 Ft        | 154 × 70 мм     | Червоний            | Стефан I Святий       | Естерґом                           | 1997            | 1997            | 2019            |                 |
|                 |                 | 10 000 Ft       | 154 × 70 мм     | Червоний            | Стефан I Святий       | Естерґом                           | 2014            | 2 вересня 2014  | струм           | струм           |
|                 |                 | 20000 Ft        | 154 × 70 мм     |                     | Ференц Деак (політик) |                                    | 1999            | 2001            | 2017            |                 |
|                 |                 | 20 000 Ft       | 154 × 70 мм     | Червоний            | Деак Ференц           | стара Палата представників, Пешт   | 2015            | 25 вересня 2015 | струм           | струм           |

### Захист
Рівень підробок банкнот незначний, проте фальшиві 20 000 форинтів, надруковані на 2000-форинтовій купюрі після розчинення оригінальної фарби, не так просто розпізнати. До вдосконалення захисту в 2006 році увагою фальшифомонетників користувалася також 1000-форинтова купюра. Основна ж небезпека для іноземних туристів, що відвідують Угорщину, полягає в обміні форинтів на міжнародні валюти. Фальшиві долари США та євро часто розповсюджуються нелегальними вуличними торговцями. Для власної безпеки туристам не рекомендують обмінювати валюту в сумнівних місцях. Легальний обмін валют доступний лише в ліцензованих кіосках (які не є рідкістю), що завжди працюють під консорціумом певного комерційного банку та видають чек про транзакцію. Інколи клієнти мають надати ідентифікаційну фотокартку при обміні валют. Іноземні монети обмінюються рідко, а обмінний курс зазвичай нижчий за офіційний. Альтернативою обміну валют в Угорщині є використання міжнародно визнаних кредитних карток для платежів.

## Валютний курс
Угорський національний банк використовує плаваючий (ринковий) режим валютного курсу угорського форинта. З початку 2000-х років він має відносно стабільний курс по відношенню до головних валют світу. Так з 2000 по 2017 рік форинт ослаб лише на 2 % відносно долара США та на 21 % відносно євро. Найбільше коливання курсу було зафіксоване у 2008 під час глобальної фінансової кризи.
Станом на 25 березня 2025, валютний курс угорського форинта (за даними НБУ, МВФ та ЄЦБ) становить 8,831 форинтів за 1 гривню, 398,2 форинтів за 1 євро та 367,8 форинтів за 1 долар США.

Графік валютного курсу форинта відносно євро (з 1999 року)